# Batalha do Golfo de Morbihan
A Batalha do Golfo de Morbihan foi a batalha mais importante da campanha de Júlio César contra a tribo gaulesa dos vênetos, que comandavam uma coalizão de outras tribos rebeldes na Armórica em 56 a.C. no contexto das Guerras Gálicas. A campanha terminou com uma decisiva vitória romana no golfo de Morbihan, um pequeno golfo na costa atlântica da Bretanha. 
A maior parte dos acontecimentos da campanha foi narrada pelo próprio Júlio César em "De Bello Gallico" (III, 7-16).

## Contexto

### Revolta gaulesa
No começo de 56 a.C., depois da chegada das tropas romanas sob o comando de Públio Licínio Crasso, as tribos da moderna Bretanha se submeteram pacificamente. Crasso estabeleceu o acampamento de inverno da Legio VII no território dos andes, um povo que vivia perto da região da moderna Nantes. Porém, por falta de recursos, ele foi obrigado a enviar prefeitos e tribunos às tribos vizinhas — esúvios, curiosolitas e vênetos — para coletá-los. Estes últimos dominavam o comércio marítimo na região e possuíam uma grande frota de navios.
Foram estes mesmos vênetos que desencadearam a revolta depois de sequestrarem os emissários romanos Tito Sílio e Quinto Velânio, no que foram seguidos pelos esúvios e curiosólites, que sequestraram Marco Trébio Galo e Tito Terrasídio; o grupo exigia a retirada romana em troca da libertação dos reféns. A causa da revolta provavelmente foi a má reputação dos romanos, cada vez mais poderosos, e um temor de uma possível competição comercial na região.

### Reação romana
César estava na Itália na época, onde se reuniu aos demais triúnviros no Convênio de Luca para reabilitar a aliança entre eles. Quando soube da revolta, ele ordenou que fosse construída uma frota no rio Loire, que desembocava no oceano Atlântico, e que ali fossem reunidas as suas forças.
A aliança dos gauleses se preparou para a vingança de César: aos vênetos se juntaram os osismos, lexóvios, námnetos, ambiliatos, mórinos, diablintes, menápios e britanos.
Cientes do poderio romano, os gauleses tinham a seu favor seus barcos, adaptados às duras condições navais do Atlântico, a falta de preparo dos romanos e o conhecimento da geografia local, que incluía um grande número de ilhas que serviam de refúgio contra as legiões romanas durante as marés altas e contra as frotas romanas na baixa. César chegou à Gália em abril e imediatamente despachou tropas a vários outros pontos da região para impedir a expansão da revolta. Tito Labieno foi enviado à frente da cavalaria romana ao território dos tréveros para impedir uma revolta na Gália Bélgica; Crasso, à frente de doze coortes e parte da cavalaria, foi enviado para a Gália Aquitânia para impedir a chegada de mais guerreiros e o envio de provisões para os rebeldes. Quinto Titúrio Sabino recebeu três legiões e a missão de pacificar lexóvios, curiosolitas e unelos. Finalmente, Décimo Júnio Bruto Albino ficou encarregado da frota que enfrentaria os vênetos.
Por outro lado, pictões, sántonos e outros povos enviaram tropas para ajudar na campanha romana. César marchou à frente de seu exército até o sul da Armórica para se juntar a Bruto Albino. As cidades dos vênetos ficavam em promontórios fortificados, geralmente inacessíveis por terra e de difícil aproximação por mar. Sempre que, depois de muita dificuldade, uma fortaleza era tomada, os vênetos fugiam por mar e seguiam para uma nova fortaleza, o que levou César a concluir que necessitava do domínio do mar para conseguir sufocar a revolta.

## Forças
Diante da impossibilidade de conquistar todas as fortalezas por terra, os romanos resolveram atacar com sua frota, construída na foz do Loire, território dos aliados pictões. Segundo César, os navios vênetos eram superiores aos dos romanos: seus cascos eram mais planos, suas proas e popas eram desenhadas para ser mais manobráveis em tempestades; eram feitos de madeira, com âncoras presas com correntes e velas de couro de animais. Além disto, eram maiores, mais pesados e de casco mais grosso. Finalmente, suas amuradas eram mais altas, o que dificultava qualquer tentativa de abordagem ou e ainda protegia os marinheiros contra as flechas e lanças romanas.
Já as embarcações romanas tinham como vantagem sua velocidade e versatilidade, pois dependiam menos das velas por causa dos remos. Contudo, elas eram muito menos resistentes a tempestades e operavam melhor em mares calmos.

## Batalha
No verão, Bruto Albino assumiu o comando com o objetivo de levá-la até o território dos vênetos, mas foi surpreendido perto da moderna Saint-Gildas-de-Rhuys. Inicialmente, os gauleses levaram vantagem por causa de seus barcos, muito superiores. Os projéteis romanos não surtiram nenhum efeito e os romanos estavam à mercê dos inimigos. Depois de perder alguns barcos, os romanos tentaram lançar ganchos para conseguir abordar os navios vênetos, com um sucesso limitado. Num golpe de sorte, os ventos se acalmaram e os barcos vênetos se viram praticamente imobilizados, o que favoreceu os navios romanos com seus poderosos remos. Um a um os romanos foram destruindo os navios inimigos e somente uns poucos conseguiram escapar.